# 多一點 (aiko單曲)
《多一點》，是日本女性歌手aiko的第35張單曲。2016年3月9日由PONY CANYON發行（商品編號：PCCA-15019）。

## 簡介
與前一張單曲《正負》相隔約4個月後發行。是專輯《泡沫般的爱情》（2014年）發行以來的第4張單曲，為出道後首次連續發行四張單曲，而中間未有任何專輯發行。
主打歌是一首描寫戀愛感傷的流行歌曲。首次公開是在2016年1月1日的凌晨，當時只在TBS電視台中以「new year CM 2016」的形式播放過一次，之後便被宣布為TBS電視台連續劇《拜託請愛我》的主題曲。在確定這首歌將作為單曲發售後的隔天（2016年2月3日）深夜0時即在電臺廣播節目中全曲解禁。aiko談到這首歌時說道「在這首歌完成的時候，我因為太開心所以就在家用鋼琴彈奏了一遍又一遍。能寫出這首歌真的是太好了」。順帶一提，aiko曾經為《拜託請愛我》主演深田恭子的歌手出道單曲《最後的果實》（1999年發售）配唱過合聲。
實體單曲除了主打歌之外還有其他兩首新歌也收錄在其中。aiko談到收錄曲時說道「3首歌曲都各自展現出其不同的色彩」。初回限定式樣盤為彩色CD托盤式樣，並附上8頁限定寫真歌詞本。

### 音樂錄影帶
2016年2月23日於YouTube上公開30秒的預告影像，而2月24日則是在YouTube上公開短版音樂錄影帶。

## 收錄曲目
- 全作詞/作曲：AIKO
- 編曲：M1、M3、M4：OSTER project / M2：Kano Kawashima

1. 多一點
2. 練習題本
3. 短袖
4. 多一點（instrumental）

## 外部連結
- aiko「もっと」（ポニーキャニオン）（页面存档备份，存于）